# 曼哈西特希爾斯 (紐約州)
曼哈西特希爾斯（英語：Manhasset Hills）是位於美國紐約州拿騷縣的普查規定居民點。

## 人口
根據2020年美國人口普查的數據，曼哈西特希爾斯的面積為1.53平方千米，皆為陸地。當地共有人口3649人，而人口密度為每平方千米2,384.97人。